# 总体
（又稱為母集團或整體），是指統計學中是指由許多有某種共同性質的事物組成的集合，會在此集合中選出样本進行統計推斷，選取樣本的方式可能會用亂數或是其他抽樣方式。
例如要針對所有烏鴉的共有特性進行研究，總體是目前存在、以前曾經存在或是未來可能存在的所有烏鴉，此情形下，因為時間的限制、地域可取得性的限制、以及研究者的有限資源等，不可能觀測總體中的每一個，因此研究者會從總體中產生样本，再由樣本的特性去了解總體的特性。
產生樣本的目的之一就是為了要知道總體的特性，包括
- 總體均值，用{\displaystyle \mu }表示[2]，若總體的數量是有限的，總體均值等於所有數值的算術平均數。
- 總體標準差，用{\displaystyle \sigma }表示，基本定義如下

{\displaystyle \sigma ={\sqrt {{\frac {1}{N}}\sum _{i=1}^{N}(x_{i}-\mu )^{2}}}}。

## 子總體
總體的子集稱為子總體，若不同的子總體有不同的性質，則整個總體具有異質性，若將總體區分為不同的子總體，可以對整個總體的特質有較多的了解。例如某特定藥物可能對不同的子總體有不同的影響，若在取樣時沒有取到該子總體，可能就忽略了這樣的影響。
區分子總體也有助於更精確的估計參數，例如考慮男性和女性是不同的子總體，可以針對人類身高的分佈有更好的建模。
包括子總體的總體可以用混合模式建模，將各子總體的分佈結合成整個總體的分佈，不過即使子總體都可以用簡單的模型來表示，總體仍可能在用簡單模型來拟合時有很差的效果。例如有二個都是常態分佈的子總體，兩者的標準差相同，但平均值不同，所得的總體分布會是峰度較低的常態分佈，若兩者平均值的差距過大，甚至還會變成双峰分布，而其標準差也可能會比原來子總體的要大。例如有二個都是常態分佈的子總體，兩者的平均值相同，但標準差不同，會有峰度較高的常態分佈。